# میلوش پانتوویچ (بازیکن فوتبال، زاده ۲۰۰۲)
میلوش پانتوویچ (سیریلیک صربی: Милош Пантовић؛ زادهٔ ۲۴ اوت ۲۰۰۲) بازیکن فوتبال است.
وی همچنین در تیم‌های ملی فوتبال زیر ۲۱ سال صربستان و صربستان بازی کرده‌است.